# Messerschmitt Me 410
Die Messerschmitt Me 410 (Suggestivname: Hornisse) war ein von der deutschen Luftwaffe im Zweiten Weltkrieg eingesetztes zweisitziges zweimotoriges Kampfflugzeug der Klasse Zerstörer.

## Entwicklung
Ab 1937 begannen die Entwicklungsarbeiten bei Messerschmitt, um ein Nachfolgemuster für die Bf (Me) 110 zu schaffen. Dieses als Me 210 bezeichnete Flugzeug gelangte ab Anfang 1941 zur Auslieferung.
Es stellte sich jedoch bald heraus, dass das Modell zum Überziehen und Trudeln neigte, was eine Reihe schwerer Flugunfälle nach sich zog. Im März 1942 wurde deshalb nach 261 Exemplaren ein Produktionsverbot erlassen. Bis zum Produktionsstopp wurden dann insgesamt 325 Flugzeuge gebaut. Das Reichsluftfahrtministerium  hatte noch vor dem Beginn der eigentlichen Flugerprobung einen Serienauftrag über 1000 Maschinen erteilt, weshalb sich noch 370 Me 210 in der Bauphase befanden und für 800 weitere das Material und die Ausrüstung bereitstanden. Um die Flugeigenschaften der Maschine zu verbessern und die vorhandenen Baugruppen nutzen zu können, wurde der Rumpf verlängert, automatische Vorflügel sowie ein durchlaufender Holm in die Tragflächen eingebaut und die nunmehr als Me 410 bezeichnete Maschine mit Motoren des Typs DB 603 A ausgerüstet. Die Streckung des Rumpfes entsprach der Länge des ursprünglichen Entwurfes. Die Rumpflänge der Me 210 war aus Gründen der Materialeinsparung während der Entwicklung gekürzt worden.
Die ersten 460 Flugzeuge (ohne Prototypen) entstanden aus Me-210-Baugruppen und wurden ab Januar 1943 ausgeliefert. Im November 1943 wurde die Serienfertigung der Me 410 A-3, im Januar 1944 der Neubau der Me 410 A-1/U2 und im Februar 1944 der Neubau der A-1 aufgenommen. Da die Augsburger Messerschmitt-Fabrik mit der Fertigung ausgelastet war, wurde ein Teil der Produktion ab Frühjahr 1944 an Dornier München abgegeben (Lieferung von 20 Me 410 A-1, 61 B-1-, 87 B-2- und 111 B-2/U4).
Als zweite Hauptversion erschien 1944 die Me 410 B mit zwei 13-mm-MGs 131 statt der beiden 7,92-mm-MG 17 im Bug. Die Entwicklung des eigentlich für die B-Serie geplanten Hochleistungsmotors DB 603 G wurde 1944 eingestellt, so dass nur die schon in der A-Serie verwendeten DB 603 A bzw. der mit einem besseren Höhenlader ausgestattete DB 603 AA zum Einsatz kamen.
Im August 1944 wurde die Produktionseinstellung der Me 410 beschlossen. Insgesamt wurden bis September 1944 in etwa zehn Baureihen 1189 Hornissen mit verschiedenen Waffenkonfigurationen hergestellt. Eingesetzt wurde die Me 410 unter anderem über See zur Verminung englischer Fahrwasser, zur Bombardierung der englischen Südküste, zur Abwehr der alliierten Bomberverbände (wo sie trotz einiger Erfolge hohe Verluste erlitt) sowie als Aufklärer. Sie konnte die Bf 110, deren Nachfolgemodell sie war, nie vollständig ersetzen, weshalb die Bf 110 auch bis zum Kriegsende als Nachtjäger im Einsatz blieb.

## Produktion
| Version  | Verwendung       | Produktion | Bemerkung             |
| -------- | ---------------- | ---------- | --------------------- |
| V-Muster | Prototypen       | 18         | aus Me-210-Baugruppen |
| A-1      | Schnellkampf     | 260        | aus Me-210-Baugruppen |
| A-1      | Schnellkampf     | 134        | Neubau                |
| A-1/U1   | Behelfsaufklärer | 6          | Neubau                |
| A-1/U2   | Zerstörer        | 200        | aus Me-210-Baugruppen |
| A-1/U2   | Zerstörer        | 77         | Neubau                |
| A-3      | Aufklärer        | 74         | Neubau                |
| B-1      | Schnellkampf     | 61         | Neubau                |
| B-2      | Zerstörer        | 165        | Neubau                |
| B-2/U2   | Zerstörer        | 48         | Neubau                |
| B-2/U4   | Zerstörer        | 111        | Neubau                |
| B-3      | Aufklärer        | 35         | Neubau                |
| SUMME    |                  | 1189       |                       |

Ein erheblicher Anteil der Me 410 A-1 und B-1 wurde nachträglich zum Aufklärer bzw. Zerstörer umgerüstet, so dass sicherlich nicht mehr als 300 Me 410 als Schnellkampfflugzeuge eingesetzt wurden.
Quelle: Unterlagen aus dem Bundesarchiv/Militärarchiv Freiburg

## Versionen
- Me 410 A: erste Serienausführung, gebaut als
  - Me 410 A-1 (Schnellbomber)
    - Me 410 A-1/U1 (Behelfsaufklärer)
    - Me 410 A-1/U2 (Behelfszerstörer mit WB 151 A (2 × MG 151))
    - Me 410 A-1/U4 (Behelfszerstörer mit BK 5 (nur Umrüstungen))

  - Me 410 A-2 (Zerstörer, nicht gebaut)
  - Me 410 A-3 (Aufklärer) sowie in diversen Untergruppen
- Me 410 B: Serienausführung ähnlich der Me 410 A mit MG 131 statt MG 17
  - Me 410 B-1 (Schnellbomber)
  - Me 410 B-2 (Zerstörer mit 2 × MK 103)
    - Me 410 B-2/U2 (Zerstörer mit WB 151 A (2 × MG 151))
    - Me 410 B-2/U4 (Zerstörer mit BK 5)

  - Me 410 B-3 (Aufklärer)
  - Me 410 B-5 Torpedobomber, nicht in Serie gebaut
  - Me 410 B-6 Versuche als U-Boot-Jäger
  - Me 410 B-7 Tagaufklärer, nur Prototyp gebaut
  - Me 410 B-8 Nachtaufklärer, nur Prototyp gebaut

- Me 510: Projektierte Variante[2]

## Technische Daten
| Kenngröße             | Me 410 A-1/U2 |
| --------------------- | --- |
| Besatzung             | 1 Pilot und 1 Schütze |
| Länge                 | 12,48 m |
| Spannweite            | 16,35 m |
| Höhe                  | 4,28 m |
| Flügelfläche          | 36,20 m² |
| Flügelstreckung       | 7,4 |
| Leermasse             | 7518 kg |
| Startmasse            | 9651 kg |
| Flächenbelastung      | – |
| Marschgeschwindigkeit | 587 km/h |
| Höchstgeschwindigkeit | 507 km/h in Bodennähe, 624 km/h in 6700 m Höhe, 600 km/h in 8000 m Höhe |
| Steigleistung         | 650 m/min (10,7 min / 7000 m) |
| Dienstgipfelhöhe      | 10.000 m |
| Reichweite            | 1690 km |
| max. Flugdauer        | 3:30 h |
| Triebwerke            | 2 × 12-Zylinder-V-Motoren Daimler-Benz DB 603 A mit 1.750 PS (ca. 1.290 kW) Startleistung und 1.580 PS (ca. 1.160 kW) Dauerleistung |
| Bewaffnung            | 2 × 20-mm-MG 151/20 (je 350 Schuss, vorwärtsfeuernd im Bug), 2 × 20-mm-MG 151/20 (je 350 Schuss, vorwärtsfeuernd im Bombenschacht), 2 × 7,92-mm-MG 17 (je 1000 Schuss, vorwärtsfeuernd im Bug), 2 × 13-mm-MG 131 (je 500 Schuss, rückwärtsfeuernd auf fernbedienten seitlichen FDSL-Lafetten), optional abwerfbarer Waffenbehälter unter dem Rumpf mit zwei vorwärtsfeuernden 20-mm-MG 151/20 |

## Einsatz

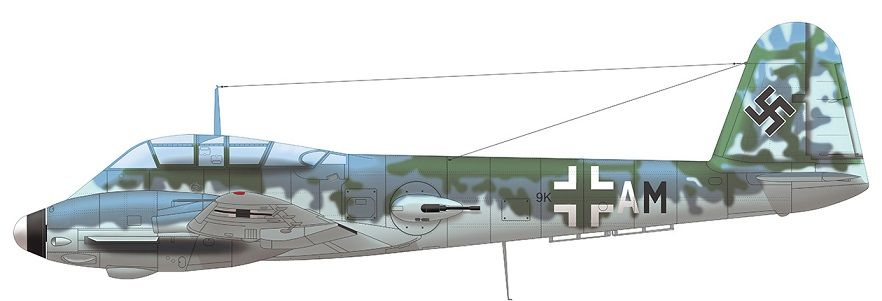
Me 410A-1/U2 (W. Nr. 420428, 9K+AM) Obfw. Hermann Bolten 4./KG 51, Juni 1944

Die V. Gruppe des Kampfgeschwaders 2 nahm mit 27 Me 410A und die I. Gruppe des Kampfgeschwaders 51 mit 37 Me 410A am Unternehmen Steinbock teil. Außerdem hatte die III. Gruppe des Zerstörergeschwaders 1 ab Juni 1943, das Zerstörergeschwader 26 ab Oktober 1943 und das Zerstörergeschwader 76 ab Juni 1944 die Me 410A in ihren Bestand. Als Schulflugzeug dienten einige Exemplare im Fernaufklärungsgeschwader 101.

## Erhaltene Exemplare

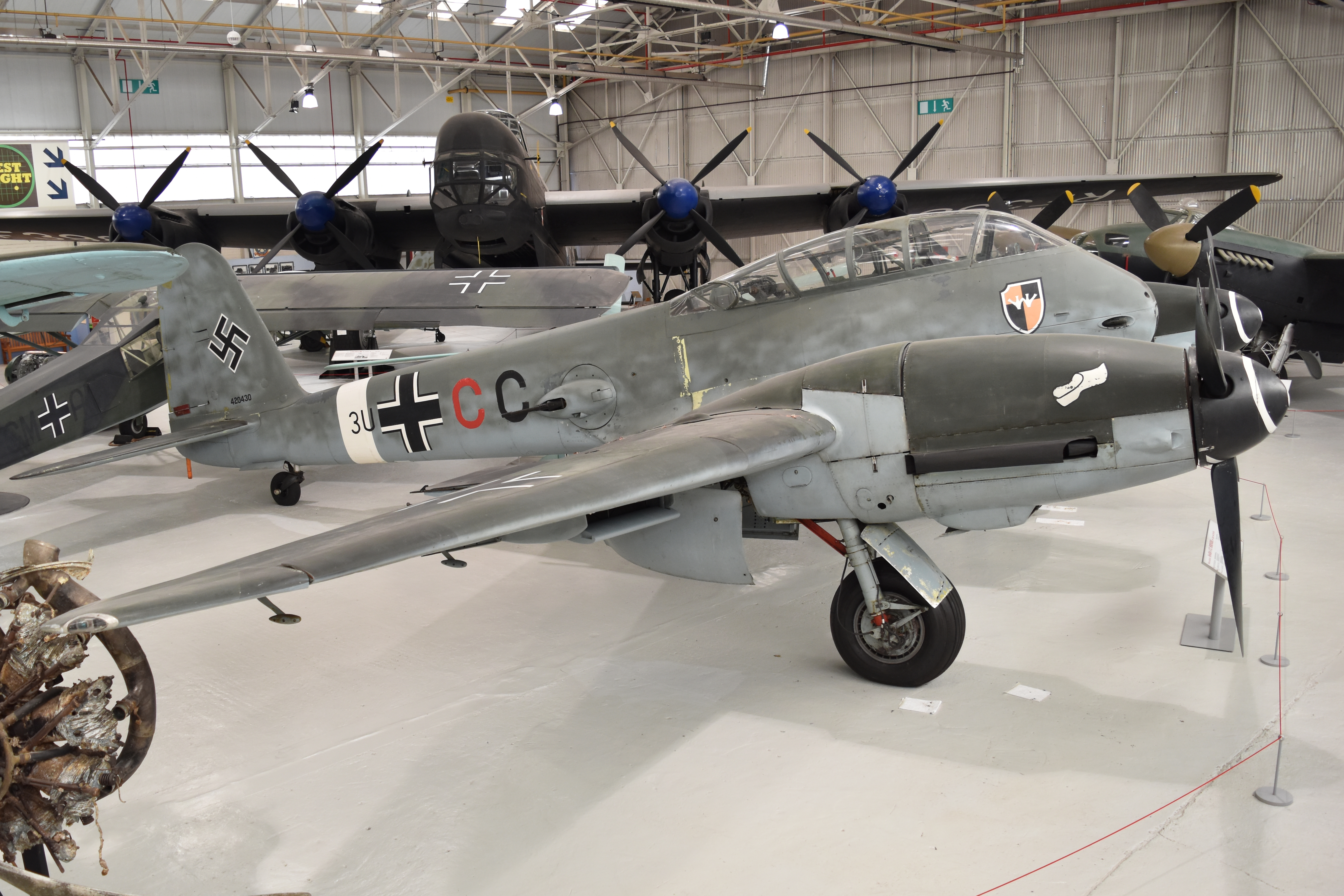
Me 410 A-1/U2 mit der Geschwaderkennung 3U+CC des Zerstörergeschwaders 26 im Royal Air Force Museum, Cosford

Eine Messerschmitt Me 410 A-1/U2 ist im Royal Air Force Museum, dem Luftwaffenmuseum des Vereinigten Königreichs, ausgestellt. Das Flugzeug mit der Werknummer 420430 wurde von britischen Truppen im Mai 1945 bei Værløse in Dänemark erbeutet und am 13. Oktober 1945 nach Farnborough geflogen.
Eine Me 410 A-1/U1 (oft falsch als A-3 benannt) mit der Werknummer 10018 des Zerstörergeschwaders 26 befindet sich im US-amerikanischen National Air and Space Museum. Bemerkenswert an dieser Maschine ist, dass sie unter Verwendung vorhandener Me-210-Baugruppen entstand (wie ein großer Teil der Me-410-A-Serie).